# HD 62712
HD 62712，又名CD-37 3820，SAO 198352、HR 3001，是一颗恒星，视星等为6.4，位于銀經252.45，銀緯-7.11，其B1900.0坐标为赤經7h 40m 10.2s，赤緯-37° -7.11′ 45″。